# Lingua cia-cia
La lingua cia-cia (hangŭl: 바하사 찌아찌아, romano: Bahasa Cia-Cia), conosciuta anche come butonese meridionale, è una lingua austronesiana, parlata principalmente nei dintorni di Bau-Bau, città sulla punta meridionale dell'isola di Buton, al largo della più grande isola di Sulawesi.
Nel 2009 ha attirato l'attenzione dei media internazionali per via della decisione della città di Bau-Bau di adottare ufficialmente l'alfabeto hangul coreano come scrittura moderna per il cia-cia. Nel 2020 è stato pubblicato il primo dizionario di cia-cia scritto in hangŭl, con la traduzione in indonesiano. 